# Boulevard Beaumarchais
Il boulevard Beaumarchais è uno dei Grands Boulevards di Parigi che attraversa tre arrondissement: il III, il IV e l'XI. Creato nel 1670, esso è lungo 750 m e largo 35. È servito dalle stazioni della metropolitana di: Bastille,  Chemin Vert e  Saint-Sébastien – Froissart. Il Boulevard è dedicato allo scrittore e drammaturgo francese Pierre-Augustin Caron de Beaumarchais

## Posizione
Questo boulevard inizia all'angolo del boulevard Richard-Lenoir con rue de la Bastille e termina con l'incrocio con rue Saint-Sébastien: collega così la place de la Bastille con il boulevard des Filles-du-Calvaire.

## Storia
Il viale alberato fu costruito a seguito del decreto del Consiglio del Re del 7 giugno 1670, dopo la demolizione della cinta di Carlo V. Fu inizialmente denominato Le cours, poi boulevard Saint-Antoine o boulevard de la Porte Saint-Antoine.

## Luoghi di particolare interesse
(per numero civico)

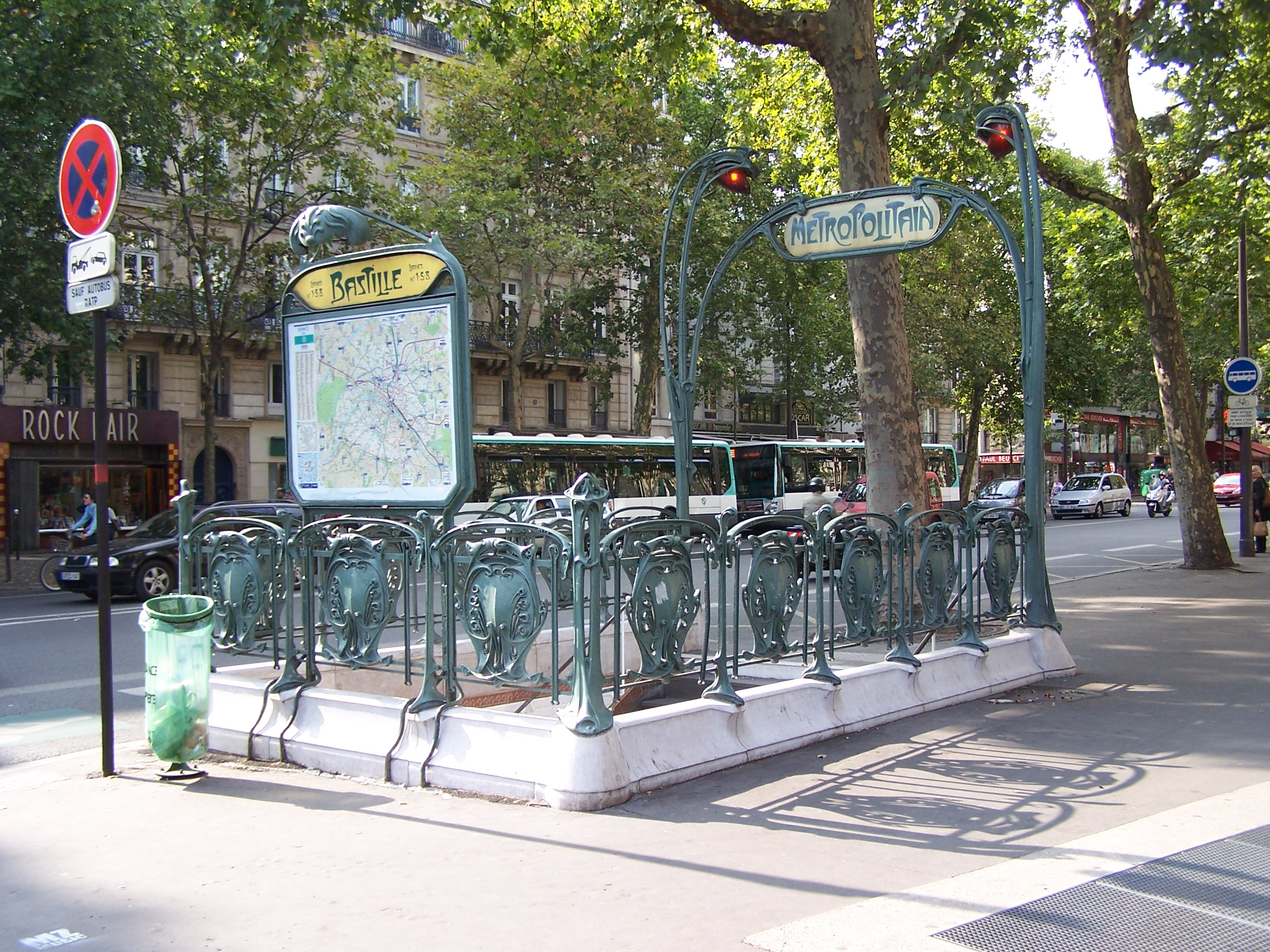
L'edicola Bastille

- N. 1: vi si trova attualmente un fabbricato di stile 1880, costruito sulle rovine di un immobile distrutto dal fuoco fra il 1870 e il 1871 e che all'epoca ospitava il ristorante Aux Quatre Sergents de la Rochelle.
- N. 2:  vi si trova un'"edicola Guimard" che permette l'accesso alla stazione della metropolitana Bastille, che una volta si trovava in rue de Lyon e fu spostata con la costruzione de l'Opéra Bastille. Dal 1978 è classificata Monumento storico di Francia.[1]
- N. 4 vi si trova la sala cinematografica MK2 Bastille. L'immobile venne filmato nel 1960 nel film Les Bonnes Femmes di Claude Chabrol.
- N. 10 vi si trovava una sala di spettacoli e di ballo. Fu acquistato da Ernest Pacra (1852-1925) nel 1925, la vedova lo ribattezzò Concert Pacra. L'immobile fu demolito per costruirvi alloggi nel 1972.

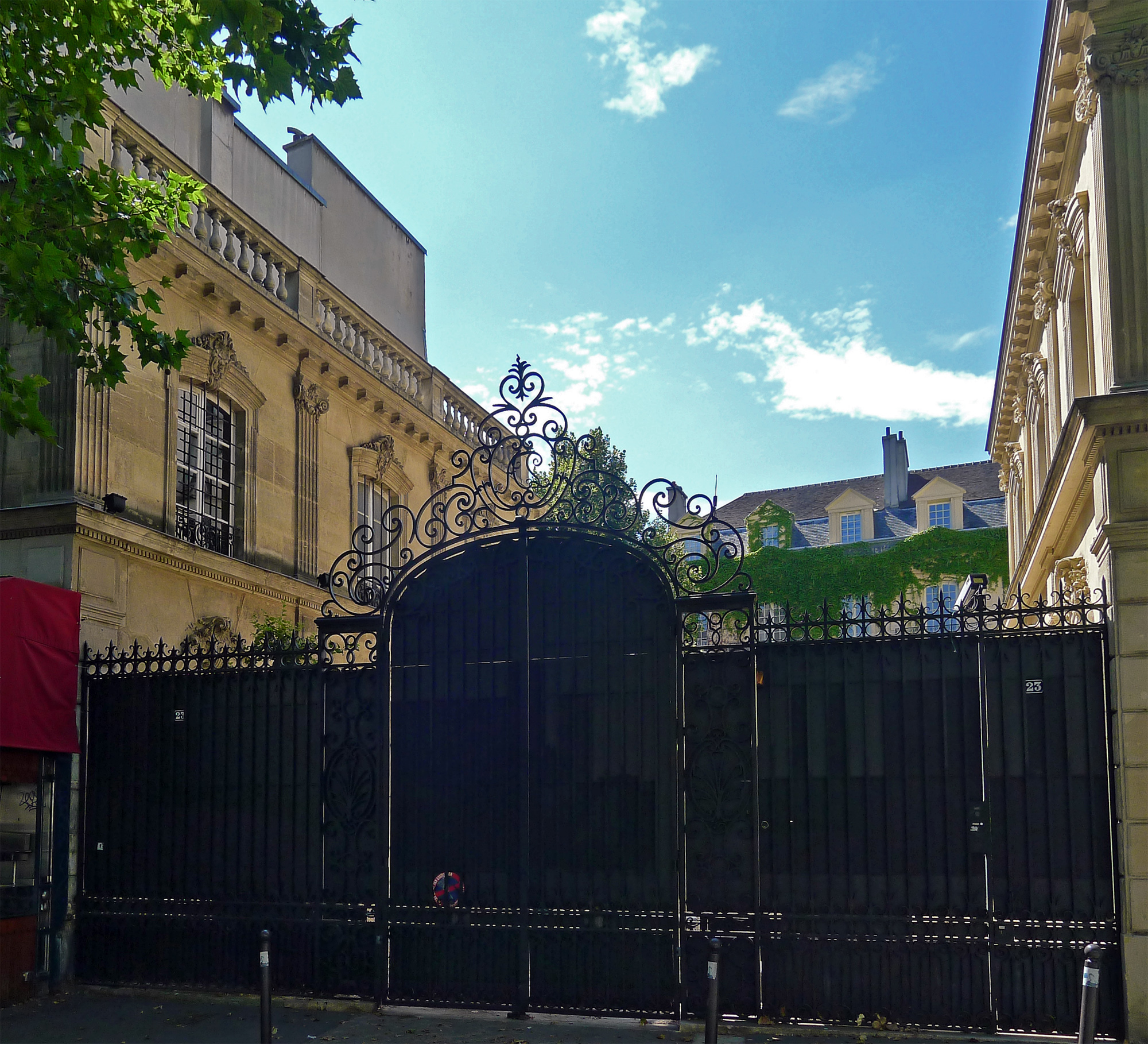
N. 23: hôtel de Sagonne

- Il N. 23: ospita l'hôtel de Sagonne (od hôtel Mansart) con il suo giardino. Il palazzo di Pierre-Augustin Caron de Beaumarchais, al quale il boulevard è oggi dedicato, era situato all'angolo del boulevard Richard-Lenoir  e del boulevard Beaumarchais.
- N. 28:  vi si trova la boulangerie-pâtisserie Beaumarchais classificata Monumento storico di Francia[2].
- N. 72. le eroine del film Les Bonnes Femmes di Claude Chabrol, del 1960, lavorano in un magazzino di elettrodomestici situato al n. 72 del boulevard Beaumarchais, la maison Belin anciennement Vainqueur.[3] Esse pranzano non lontano di là, in un ristorante che si trova al N. 4 del boulevard, ove oggi si trova la sala cinematografica MK2 Bastille[3] Ginette (Stéphane Audran), canta la sera, all'insaputa delle colleghe, al Concert Pacra, sito al N. 10 del boulevard e dallo stesso lato.
- N. 96: Jean-François Heidenreich, carnefice parigino dal 1851 al 1872, ha abitato qui.
- N. 99, (e N. 1 di rue Saint-Claude), palazzo di Cagliostro
- N. 113, (e N. 1 di rue du Pont-aux-Choux)  fabbricato classificato dal 1925 come Monumento storico di Francia[4].

## Immagini delboulevard

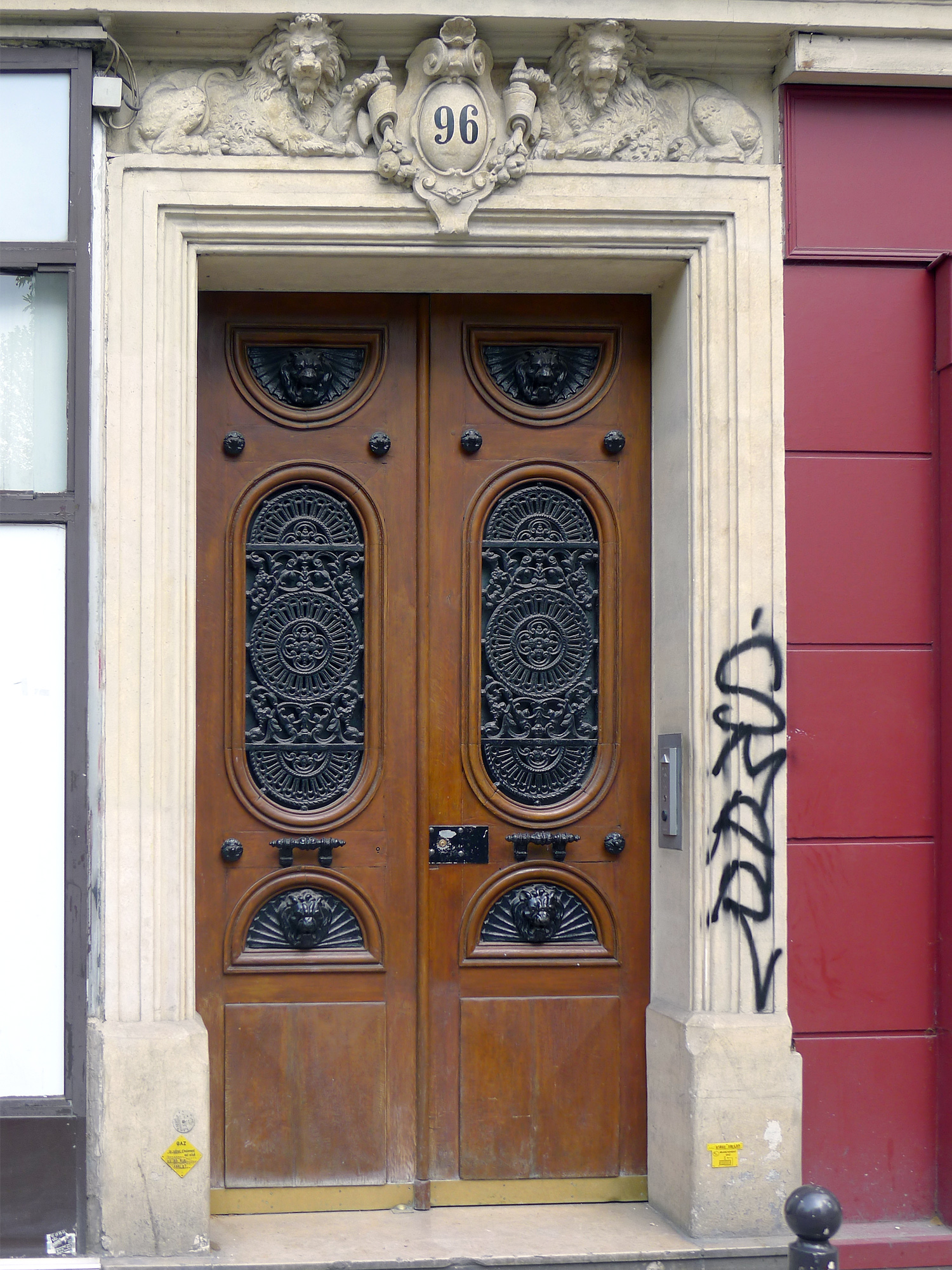
Porta con leoni del N. 96
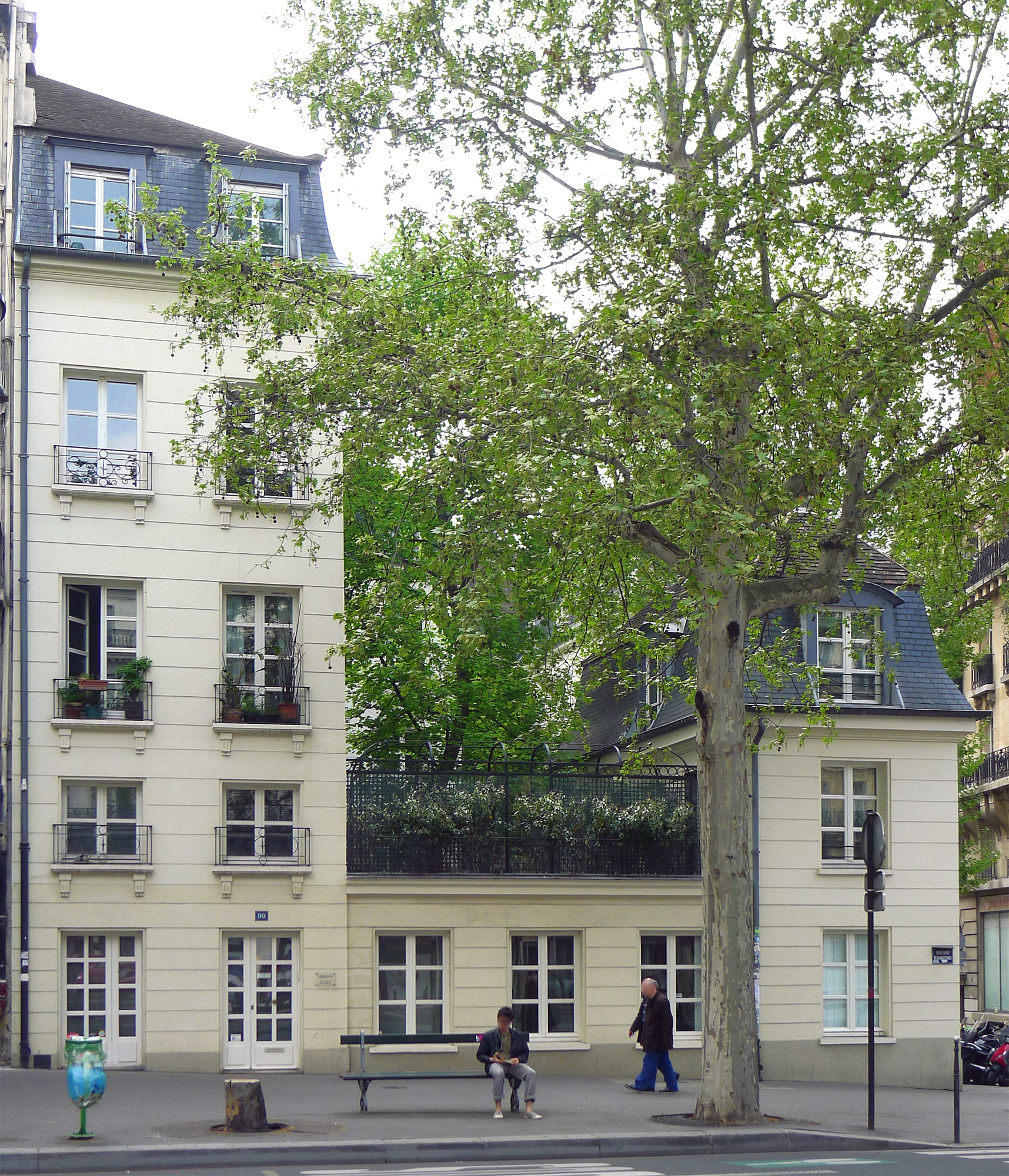
Palazzo di Cagliostro N. 99
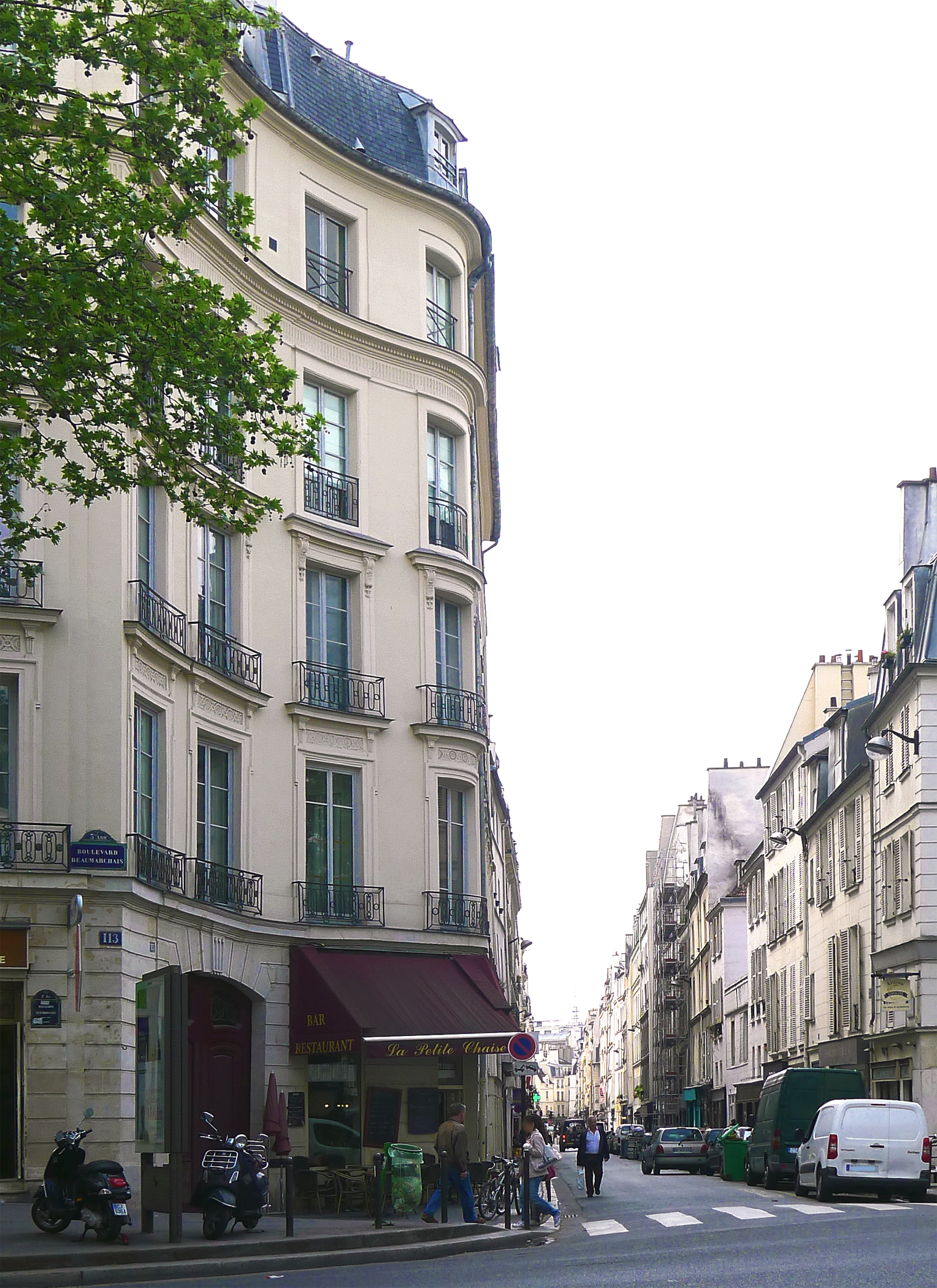
N. 113: immobile iscritto nei Monumenti storici di Francia.